# The Simpsons Movie: The Music
The Simpsons Movie: The Music is een soundtrackalbum van de film The Simpsons Movie uit 2007. Het album kwam uit op 24 juli 2007, en werd uitgebracht door Adrenaline Music.
De muziek op het album is gecomponeerd door Hans Zimmer tegelijk met de muziek voor Pirates of the Caribbean: At World's End. Hij vertelde The Hollywood Reporter dat hij graag al zijn creativiteit in een keer gebruikte.
Naast hun optreden in de film nam de band Green Day hun versie van de intro van The Simpsons op, en bracht deze uit als een single.

## Tracklist
Het album bevat de volgende nummers:
1. "The Simpsons Theme (Orchestral Version)" – 1:27
2. "Trapped Like Carrots" – 2:15
3. "Doomsday is Family Time" – 2:27
4. "Release the Hounds" – 2:19
5. "Clap for Alaska" – 1:55
6. "What's an Epiphany?" – 2:07
7. "Thank You Boob Lady" – 2:45
8. "You Doomed Us All... Again" – 5:52
9. "...Lead, Not to Read" – 2:05
10. "Why Does Everything I Whip Leave Me?" – 3:05
11. "Bart's Doodle" – 1:01
12. "World's Fattest Fertilizer Salesman" – 5:05
13. "His Big Fat Butt Could Shield Us All" – 1:46
14. "Spider Pig" – 1:04
15. "Recklessly Impulsive" – 5:27
16. "Homer, Bart, and a Bike" – 2:24 (bonus)